# وايتي بيل
وايتي بيل (بالإنجليزية: Whitey Bell)‏ مواليد 13 سبتمبر 1932 في مونتايسلو، هو لاعب كرة سلة أمريكي معتزل. بدأ مسيرته الاحترافية في سنة 1960. حمل الرقم 15. يبلغ طوله 6 قدم 0 بوصة (1.8 م). لعب مع نيويورك نيكس في الدوري الأمريكي لكرة السلة للمحترفين. اعتزل اللعب في 1963.

## روابط خارجية
- وايتي بيل على موقع إن بي أي (الإنجليزية)
- وايتي بيل على موقع سبورتس رفرنس (الإنجليزية)
- وايتي بيل على موقع كلية كرة السلة في سبورتس رفرنس.كوم (الإنجليزية)
- وايتي بيل على موقع ريلجم (الإنجليزية)